# Ultimo miracolo e morte di san Zanobi
L'Ultimo miracolo e morte di san Zanobi è un dipinto a tempera su tavola (66x182 cm) di Sandro Botticelli, databile al 1500-1505 circa e conservato nella Gemäldegalerie Alte Meister di Dresda.

## Descrizione e stile
La tavola decorava probabilmente una spalliera in un'abitazione privata, magari di un prelato, o la sede di una confraternita. Il soggetto è infatti la storia di san Zanobi, vescovo di Firenze vissuto nel IV secolo. Le fonti sono la Vita di san Zanobi di Fra Clemente Mazza, pubblicata per la prima volta nel 1487. Fa parte di una serie di quattro dipinti che alcuni indicano come uno degli ultimi lavori svolti dal Botticelli.
In questa scena in particolare si vede a sinistra un bambino che è stato travolto da un carro tra lo sgomento degli astanti; sua madre allora, una vedova, lo porta da Zanobi che lo fa rivivere (al centro; il miracolo è sottinteso perché il santo non appare, ma un suo diacono che accompagna dentro e fuori dalla sua abitazione); sulla destra infine si vede Zanobi sul letto di morte che benedice tutti, inginocchiati attorno a lui.
La scena è scandita dalle architetture, con i singoli "atti" che si svolgono rispettivamente in una strada cittadina, con una porta e un paesaggio lacustre sullo sfondo, nell'entrata laterale della casa di Zanobi, nell'entrata monumentale con arco di trionfo e nella stanza del santo, rappresentata come un'ariosa loggia rinascimentale. Particolarmente azzeccata è la costruzione prospettica, con felici invenzioni come la complessa gradinata o la stanza di Zanobi.
La narrazione è vivace, ben calibrata nell'interazione tra le varie scene, con alcuni brani molto espressivi enfatizzati dai gesti drammatici, come nell'incidente e nel precipitoso trasporto del fanciullo morto. I giochi di linea sono ormai antinaturalistici, soprattutto nei panneggi, uniti ai colori brillanti e al tono astratto dell'architettura ricordano esempi del primo Quattrocento fiorentino, secondo uno stile volutamente arcaizzante tipico dell'ultima produzione dell'artista. Alcuni dettagli sono di vivo realismo, come la piccola natura morta sopra la spalliera del letto di Zanobi o il passaggio di un gatto sul cornicione del primo palazzo a sinistra.